# Jesús María Arambarri Ochoa
Jesús María Arambarri Ochoa, conegut al món del futbol com a Arambarri, va ser un futbolista lligat al llarg de la seva carrera professional a la Reial Societat de Futbol i al Deportivo Alavés. Jugava com a davanter i és recordat principalment per haver marcat el gol al CF Calvo Sotelo que va suposar l'ascens de la Reial Societat de Futbol a Primera Divisió en la temporada 1966-1967 i, per tant, com a membre dels herois de Puertollano.

## Carrera
Format en l'equip de la seva localitat, el Mondragón CF, va fitxar pel Sant Sebastià CF (de 3a Divisió), filial de la Reial Societat de Futbol (2a Divisió). A la seva primera temporada va marcar 21 gols en 25 partits, cridant així l'atenció de l'entrenador del primer equip, Andoni Elizondo Mendiola, que li va donar l'oportunitat de debutar a 2a Divisió.

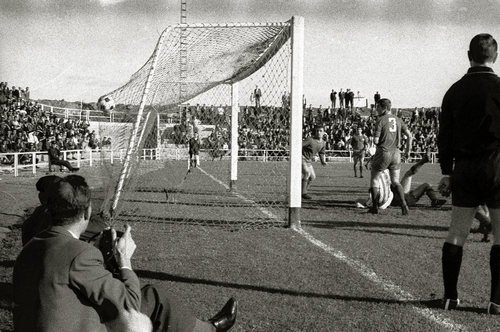
L'històric gol d'Arambarri en el partit de debut que va valer l'ascens de la Reial Societat a Primera Divisió.

El seu debut amb la Reial Societat de Futbol es va produir en un històric partit davant del CF Calvo Sotelo a Puertollano el 23 d'abril de 1967. Aquell dia els txuri-urdin es jugaven l'ascens a Primera Divisió després de 5 anys a 2a Divisió i en tenien prou d'empatar. Els donostiarres comptaven amb la baixa de Rafael Mendiluce a la davantera, que havia caigut lesionat, de manera que Andoni Elizondo Mendiola va decidir posar per a tan transcendental xoc el jove i prometedor davanter. L'ascens es va posar difícil per als donostiarres després de posar-se el CF Calvo Sotelo 2-0 per davant al marcador. La Reial Societat de Futbol va aconseguir empatar gràcies a un gol de Marco Antonio Boronat i a un altre gol d'Arambarri, que va marcar l'empat quan faltaven 9 minuts perquè acabés el partit. Gràcies a aquest gol que va significar un ascens, l'ariet d'Arrasate va entrar a la història del club donostiarra en el mateix partit del seu debut.
Durant les 5 temporades següents Arambarri va jugar amb la Reial Societat de Futbol a la 1a Divisió, on malgrat el seu prometedor inici, no va acabar quallant a l'equip disputant escassament 43 partits i marcant 11 gols, lluny del rendiment que hom li augurava als seus inicis. L'estiu del 1972 va acabar el seu contracte i va abandonar el club.
Aleshores Arambarri va fitxar per Deportivo Alavés (a 3a Divisió), on jugaria fins a la temporada 1977-1978, aconseguint en la campanya 1973-1974 l'ascens a 2a Divisió. Després de penjar les botes va ser entrenador ajudant de Txutxi Aranguren (1978-1980) i Luis Astorga al club babazorro.
El seu fill, Josu, també tindria una modesta carrera futbolística a 2a B i 3a Divisió.

## Clubs
| Club             | País      | Any       |
| ---------------- | --------- | --------- |
| Sant Sebastià CF | País Basc | 1966-1967 |
| Reial Societat   | País Basc | 1967-1972 |
| Deportivo Alavés | País Basc | 1972-1978 |